# Jesse & Joy
Jesse & Joy é uma dupla mexicana de cantores e compositores de pop rock formada pelos irmãos Jesse (Jesse Eduardo Huerta Uecke, nascido em 31 de dezembro de 1982) e Joy (Tirza Joy Huerta Uecke, nascida em 20 de junho de 1986) da Cidade do México. Foram apresentados pelo duo musical Sin Bandera em 2005 no Teletón México. Jesse & Joy lançaram seu álbum de estréia, Ésta Es Mi Vida, em 2006, pela gravadora Warner Music. Seu single de estréia, "Espacio Sideral", recebeu o certificado disco de ouro pela Asociación Mexicana de Productores de Fonogramas y Videogramas (AMPROFON). O álbum alcançou o vigésimo lugar no Top 100 México e recebeu o disco de platina pela AMPROFON, ajudando a dupla a ganhar o Grammy Latino de Melhor Artista Revelação no ano seguinte.

## História
Jesse e Joy começaram a escrever e interpretar músicas em 2001 com ajuda do seu pai, gravando os Cds de forma artesanal e apresentando as cópias aos amigos. Uma dessas cópias foi parar nas mãos de uma gravadora, então em 18 de abril de 2005 Jesse e Joy passaram a integrar o elenco da Warner Music (grupo multinacional de gravadoras), sendo esse o grande marco do início da carreira da dupla.
Eles escrevem todas as suas músicas, Jesse toca guitarra, piano e faz coro para sua irmã, Joy toca guitarra e é a voz principal do dueto. O primeiro disco é Esta Es Mi Vida foi finalmente lançado em 25 de junho de 2006, atingindo rapidamente as primeiras colocações de popularidade, e se consolidando na nova era da música latina.
As músicas "Mi Sol" e "Dulce Melodía" Fizeram parte do tema dos personagens Bela e Rodrigo na telenovela da Record Bela a Feia que teve fim no dia 03 de junho de 2010. Com tudo a música "Esto es lo que Soy" foi tema de abertura da telenovela mexicana do SBT As tontas não vão ao céu em 2010, que foi ao fim no dia 25 de outubro de 2010.
Em 2011 a música "Corre" foi trilha sonora do casal principal na telenovela mexicana "La que no podía amar".
Em 2016, foram indicados aos Grammy Latinos de Gravação do Ano, Canção do Ano e Melhor Vídeo Musical (versão longa) por sua canção "Ecos de Amor" e aos Grammy Latinos de Álbum do Ano e Melhor Álbum Vocal Pop Contemporâneo por seu álbum Un Besito Más.

## Discografia
| Álbum                         | Detalhes                                                                                        | Melhores posições | Melhores posições | Melhores posições | Melhores posições | Melhores posições | Vendas      | Certificações                                               |
| Álbum                         | Detalhes                                                                                        | EUA Latin         | EUA Latin Pop     | EUA Heat          | MEX               | ESP               | Vendas      | Certificações                                               |
| ----------------------------- | ----------------------------------------------------------------------------------------------- | ----------------- | ----------------- | ----------------- | ----------------- | ----------------- | ----------- | ----------------------------------------------------------- |
| Esta Es Mi Vida               | - Lançamento: 22 de Agosto de 2006 - Formatos: CD, download digital - Gravadora: Warner Music   | —                 | 17                | —                 | 17                | —                 | - : 100.000 | - : Platina                                                 |
| Electricidad                  | - Lançamento: 15 de Setembro de 2009 - Formatos: CD, download digital - Gravadora: Warner Music | 14                | 3                 | 22                | 21                | —                 | - : 55.000  | - : Ouro                                                    |
| ¿Con Quién Se Queda El Perro? | - Lançamento: 6 de Dezembro de 2011 - Formatos: CD, download digital - Gravadora: Warner Music  | 8                 | 2                 | 22                | 3                 | 19                | - : 210.000 | - : 3× Platina - : 2× Platina - : Platina (Latino) - : Ouro |
| Un Besito Más                 | - Lançamento: 4 de Dezembro de 2015 - Formatos: CD, download digital - Gravadora: Warner Music  | 1                 | 1                 | 1                 | 5                 | 72                | - : 100.000 | - : Platina                                                 |
| Aire                          | - Lançamento: 8 de maio de 2020 - Formatos: CD, download digital - Gravadora: Warner Music      |                   |                   |                   |                   |                   |             |                                                             |

### Singles
| Ano  | Título                                    | Melhor posição | Melhor posição | Melhor posição | Melhor posição | Melhor posição | Melhor posição | Melhor posição | Álbum                         |
| Ano  | Título                                    | MEX            | ESP            | CHI            | COL            | ARG            | EUA Latin      | EUA Latin Pop  | Álbum                         |
| ---- | ----------------------------------------- | -------------- | -------------- | -------------- | -------------- | -------------- | -------------- | -------------- | ----------------------------- |
| 2007 | "Espacio Sideral"                         | —              | —              | —              | —              | —              | 35             | 15             | Esta Es Mi Vida               |
| 2007 | "Ya No Quiero"                            | —              | —              | —              | —              | —              | —              | 40             | Esta Es Mi Vida               |
| 2007 | "Volveré"                                 | —              | —              | —              | —              | —              | —              | —              | Esta Es Mi Vida               |
| 2008 | "Llegaste Tú"                             | —              | —              | —              | —              | —              | 32             | 12             | Esta Es Mi Vida               |
| 2008 | "Somos Lo Que Fue"                        | —              | —              | —              | —              | —              | —              | —              | Esta Es Mi Vida               |
| 2008 | "Esto Es Lo Que Soy"                      | —              | —              | —              | —              | —              | 30             | 14             | Esto Es Lo Que Soy            |
| 2009 | "Adiós"                                   | —              | —              | —              | —              | —              | 13             | 3              | Electricidad                  |
| 2009 | "Electricidad"                            | —              | —              | —              | —              | —              | —              | —              | Electricidad                  |
| 2010 | "Chocolate"                               | 13             | —              | —              | —              | —              | —              | 29             | Electricidad                  |
| 2010 | "Si Te Vas"                               | —              | —              | —              | —              | —              | —              | —              | Electricidad                  |
| 2011 | "Me Voy"                                  | 7              | —              | —              | —              | —              | —              | 30             | ¿Con Quién Se Queda El Perro? |
| 2011 | "¡Corre!"                                 | 1              | 16             | —              | —              | —              | 8              | 27             | ¿Con Quién Se Queda El Perro? |
| 2012 | "La de La Mala Suerte"                    | 1              | 17             | —              | —              | —              | 23             | 6              | ¿Con Quién Se Queda El Perro? |
| 2012 | "¿Con Quién Se Queda El Perro?"           | 1              | —              | —              | —              | —              | 32             | 12             | ¿Con Quién Se Queda El Perro? |
| 2012 | "Llorar" (ft. Mario Domm)                 | 1              | —              | —              | —              | —              | 13             | 4              | ¿Con Quién Se Queda El Perro? |
| 2013 | "Me Quiero Enamorar"                      | 29             | —              | —              | —              | —              | —              | —              | ¿Con Quién Se Queda El Perro? |
| 2013 | "Dónde está el Amor" (ft. Pablo Alborán)  | —              | 32             | —              | —              | —              | 16             | —              | Tanto                         |
| 2015 | "Ecos de Amor"                            | 1              | —              | —              | —              | —              | 30             | 11             | Un Besito Más                 |
| 2015 | "No Soy Una de Esas" (ft. Alejandro Sanz) | 1              | 34             | —              | —              | —              | 22             | 4              | Un Besito Más                 |
| 2015 | "Me Soltaste"                             | 16             | —              | —              | —              | —              | 33             | 14             | Un Besito Más                 |
| 2016 | "Dueles"                                  | 2              | —              | —              | —              | —              | 44             | 7              | Un Besito Más                 |
| 2017 | "3 A.M." (ft. Tommy Torres)               | 1              | 21             | 1              | 7              | 3              | 22             | 6              | Un Besito Más                 |
| 2018 | "Te Esperé"                               | 1              | —              | 9              | 10             | 35             | 21             | 14             | TBA                           |
| 2019 | "Mañana Es Too Late" (com J Balvin)       | 1              | —              | 5              | 26             | 30             | 7              | 16             | TBA                           |
| 2019 | "Tanto" (com Luis Fonsi)                  | 5              | —              | 24             | 13             | 43             | 2              | 12             | TBA                           |
| 2020 | "Lo Nuestro Vale Más"                     | 5              | —              | —              | —              | —              | —              | 20             | TBA                           |